# Томас, Роберт
Роберт Томас (англ. Robert Thomas; 2 июля 1999, Орора, Онтарио, Канада) — канадский профессиональный хоккеист, центральный нападающий клуба НХЛ «Сент-Луис Блюз». Обладатель Кубка Стэнли 2019 года.

## Карьера
Томас был выбран под общим 26-м номером на входящем драфте OHL командой «Лондон Найтс». В 2016 году он выиграл вместе с «рыцарями» Кубок Джей Росса Робертсона и Мемориальный кубок. В первом своём сезоне в OHL он играл в качестве форварда оборонительного плана, в дальнейшем его роль поменялась на атакующую. Благодаря своей новой роли, в сезоне 2016/17 он набрал 66 очков в 66 матчах. В результате он был вызван на матч топ-проспектов хоккейных лиг Канады и стал обладателем награды «Самый спортивный игрок года» OHL. В преддверии драфта НХЛ 2017 года он занял 22-е место в рейтинге полевых игроков из лиг Северной Америки по версии центрального скаутского бюро НХЛ. На этом драфте Томас был выбран командой «Сент-Луис Блюз» в 1-м раунде под общим 20-м номером.
Роберт впечатлил своей игрой тренерский штаб «блюзменов» в тренировочном лагере перед сезоном 2017/18 и 28 сентября 2017 года подписал с командой трёхлетний контракт новичка. 3 ноября 2017 года Томас был объявлен капитаном «Лондон Найтс», однако его пребывание в этом качестве оказалось недолгим, 8 января 2018 года его обменяли в клуб «Гамильтон Булдогс». В «Гамильтоне» он стал двукратным обладателем Кубка Джей Росса Робертсона, а также был признан самым ценным игроком плей-офф, получив приз Уэйн Гретцки 99 Эворд.

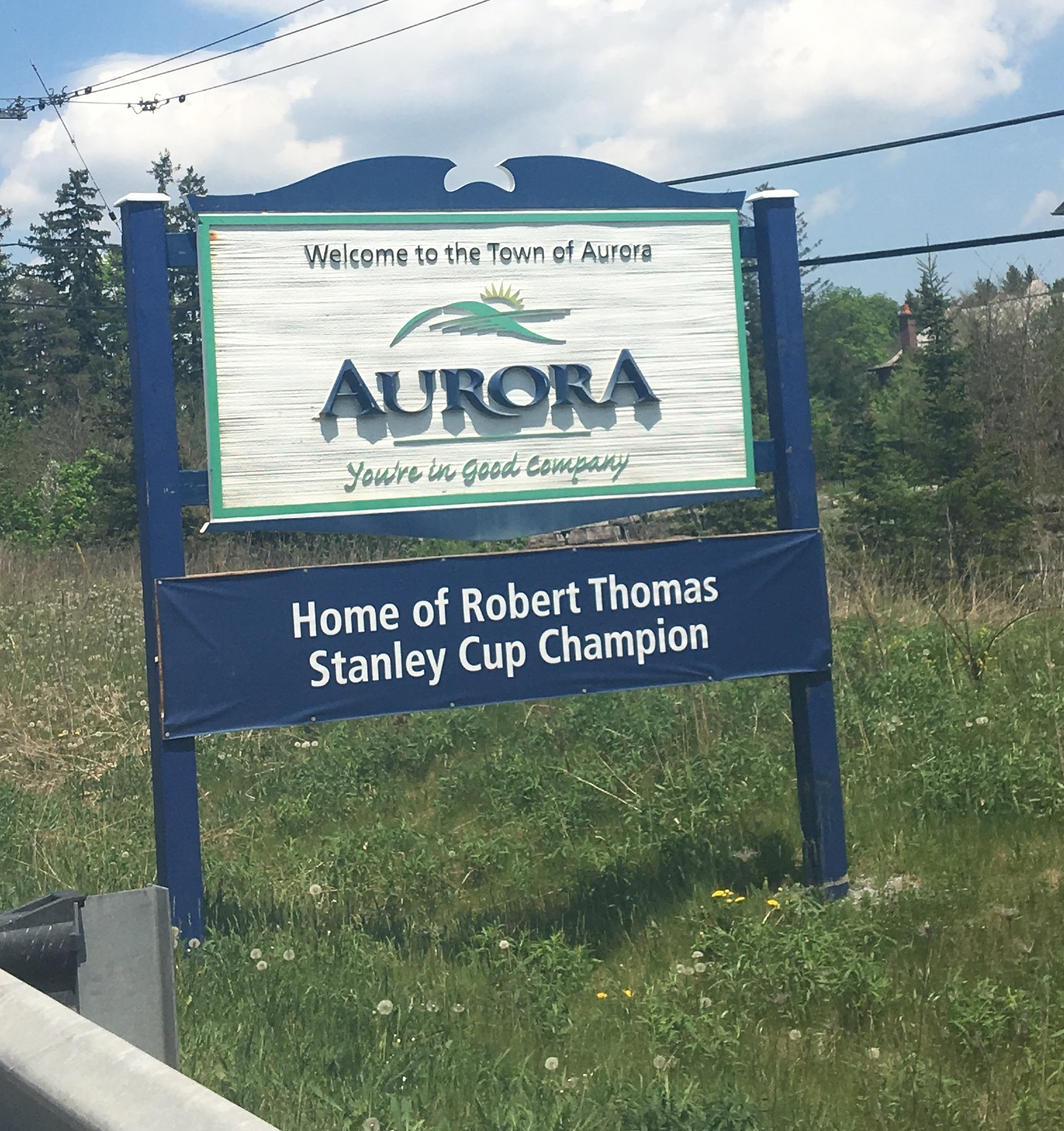
"Родина Роберта Томаса — обладателя Кубка Стэнли", баннер на въезде в Орору.

В преддверии сезона 2018/19 Томас не смог принять участие в тренировочном лагере «Блюз» из-за травмы, однако его все равно взяли в основную команду на регулярный сезон. Его дебют в НХЛ состоялся 4 октября 2018 года в игре против команды «Виннипег Джетс». Свой первый результативный балл в карьере НХЛ он набрал 12 октября в матче против «Калгари Флэймз», а свой первый гол забил 21 ноября в матче против «Нэшвилл Предаторз». Томас был игроком основного состава «Сент-Луиса» на протяжении всего сезона и набрал в дебютном сезоне 33 очка в 70 играх, тем самым помог команде выйти в плей-офф Кубка Стэнли. В плей-офф он помог «блюзменам» выиграть первый в истории франшизы Кубок Стэнли, набрав 6 очков в 21 игре. После победы в Кубке Стэнли, в его родном городе Ороре, повесили баннер под указателем на въезде, где написано, «Родина Роберта Томаса — обладателя Кубка Стэнли».
21 сентября 2021 года Томас продлил контракт с «Блюз» на два года с общей суммой в 5,6 млн долларов.
13 июля 2022 года Томас подписал с «Блюз» новый контракт сроком на 8 лет на общую сумму 65 млн долларов.

## Статистика
| Легенда | Легенда                    | Легенда | Легенда                   | Легенда | Легенда    |
| ------- | -------------------------- | ------- | ------------------------- | ------- | ---------- |
| И       | Количество проведённых игр | Штр     | Штрафное время            | +/−     | Плюс-минус |
| Г       | Голы                       | П       | Голевые передачи          | О       | Очки       |
| -       | Статистика неизвестна      | —       | Статистика не учитывалась |         |            |